# Giacomo Carissimi

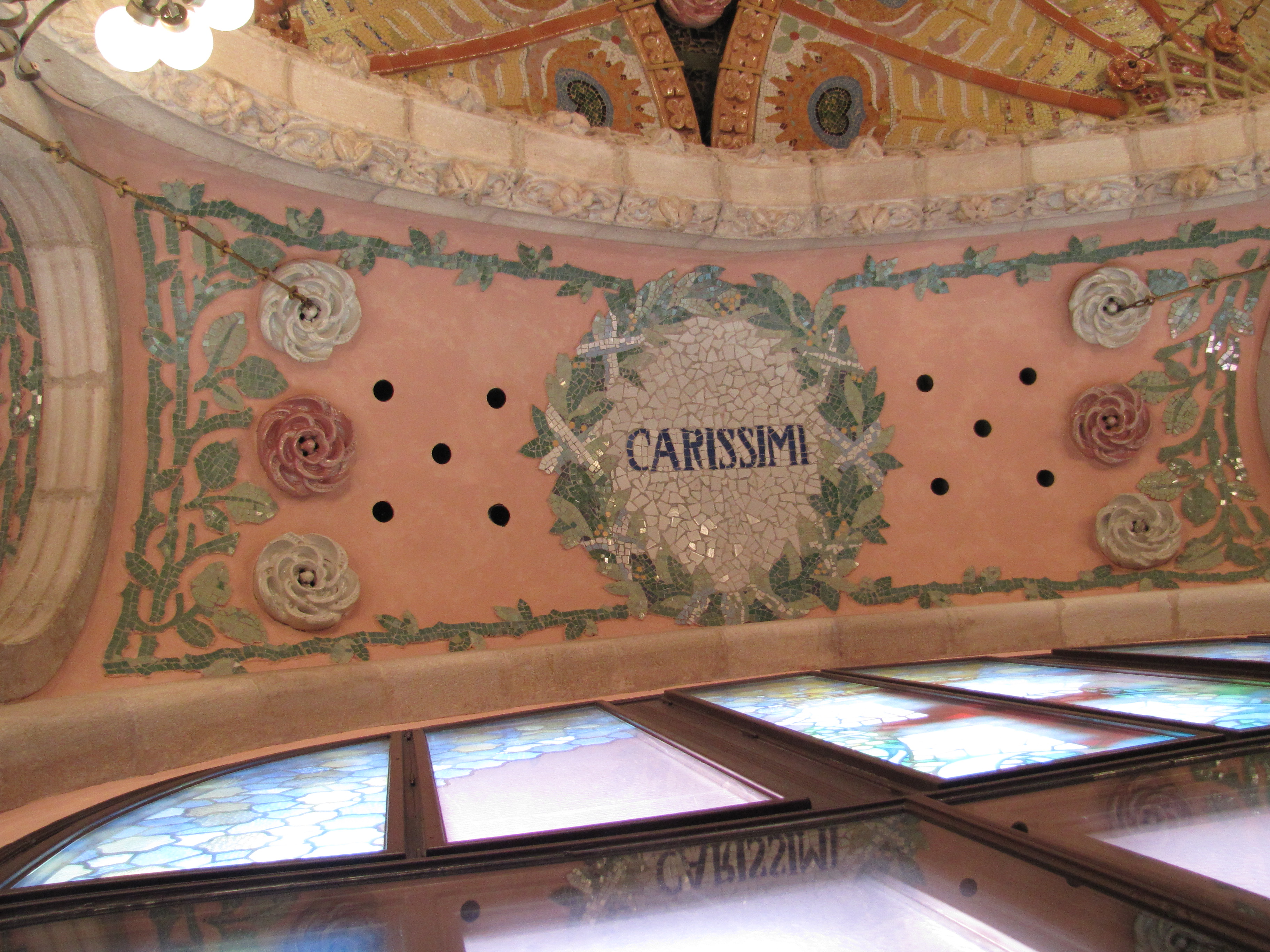
Carissimi nel "Palau de Musica" Barcellona

Giacomo Carissimi (Marino, 1605 – Roma, 12 gennaio 1674) è stato un compositore italiano del periodo barocco, particolarmente attivo nel campo della musica sacra, come l'oratorio, la messa, la cantata e il mottetto.

## Biografia
Giacomo Carissimi nacque nel 1605 a Marino, dove fu battezzato il 18 aprile di quell'anno. Il padre, Amico, fabbricante di botti, era figlio di un certo Carissimo, originario di Castelsantangelo sul Nera (Macerata), trasferitosi con la famiglia a Marino nel 1578.
Ebbe i primi insegnamenti musicali da Aurelio Briganti Colonna, Alessandro Capece e Francesco Manelli, musicisti attivi nella sua città natale, poco distante da Roma, a quel tempo feudo della famiglia Colonna.
Dall'ottobre 1623 cantò nel coro del duomo di Tivoli; un anno dopo e fino all'ottobre 1627 ne divenne organista. Nel novembre 1627 monsignor Getulio Nardini, vicario generale e arcidiacono del duomo di Tivoli, divenne vicario apostolico ad Assisi e nel 1628 Carissimi lo seguì per assumere il posto di maestro di cappella nella cattedrale di San Rufino, che mantenne fino al 1629, quando si trasferì definitivamente a Roma. Il 15 dicembre 1629 assunse la carica di maestro di cappella della chiesa di Sant'Apollinare annessa al Collegio Germanico-Ungarico, che mantenne fino alla morte. Nel 1637 ricevette gli ordini minori e poté quindi godere di alcuni benefici ecclesiastici.
Oltre all'attività di maestro di cappella, svolse una rilevante attività didattica, rivolta soprattutto a musicisti che gli venivano indirizzati, spesso da nobili famiglie, per avere un'adeguata formazione musicale nel canto e nella composizione. Viste le strette relazioni del Collegio Germanico-Ungarico con i territori del Sacro Romano Impero, alcuni dei suoi migliori allievi fecero carriera presso importanti corti del nord Europa, come Giovan Battista Mocchi, attivo nelle corti di Bruxelles e di Neuburg-Düsseldorf, Domenico Palombi e Domenico del Pane a Vienna, Kaspar Förster a Varsavia e Copenaghen, Vincenzo Albrici a Dresda, Stoccolma, Amburgo, Londra, Berlino, Lipsia e Praga.
Già prima della metà del Seicento Carissimi aveva conseguito una notevole fama anche al di fuori di Roma. Nel 1643 fu invitato dal cantante Giacomo Razzi a candidarsi come successore del defunto Monteverdi come maestro di cappella della basilica di San Marco a Venezia. Nel 1647 ebbe pressanti inviti da parte dell'arciduca Leopoldo Guglielmo d'Asburgo perché assumesse la carica di maestro di cappella della sua corte a Bruxelles. Il gesuita Athanasius Kircher spese per lui parole di lode nella Musurgia universalis (Roma, 1650), pubblicando due esempi della sua musica, tratti dalla cantata A' piè d'un verde alloro e dal coro finale del celebre Jephte, dove nel giro di poche battute il compositore evoca ben otto diversi ‘affetti’ che permettono all'ascoltatore di cogliere i repentini rivolgimenti del dramma: amore, dolore, letizia, indignazione, compassione, timore, audacia e stupore.
Nel febbraio 1656, in onore della regina Cristina di Svezia, da poco arrivata a Roma, venne rappresentato al Collegio Germanico-Ungarico il dramma sacro Il sacrificio d'Isacco, messo in musica da Carissimi, Nella quaresima dello stesso anno, presso la corte della regina, venne eseguito il suo oratorio Historia di Daniele, su libretto di Pompeo Colonna. Nel luglio 1656 Cristina di Svezia lo nominò «maestro di cappella del concerto di camera».
Carissimi dovette collaborare alle musiche di altre istituzioni romane, tra le quali l'oratorio di S. Maria in Vallicella e quello del Ss. Crocifisso di San Marcello, dove la sua presenza è testimoniata più volte nel decennio 1650-1660. 
Carissimi morì il 12 gennaio 1674 e fu inumato nella stessa chiesa di S. Apollinare, in cui aveva lavorato per buona parte della vita. La Congregazione de' musici di Roma, della quale si ritiene che fosse stato membro, gli tributò esequie solenni nella chiesa di Santa Maria Maddalena; non restano tracce della sua tomba. È l'unico compositore italiano inserito fra i grandi della musica nei magnifici mosaici dello splendido Palau de Musica di Barcellona.

## Composizioni
Giuseppe Ottavio Pitoni, che ai primi del Settecento scrisse un breve profilo biografico di Carissimi, affermava che «fu eccellente compositore di armonia musicale e prevalse non solo in compositione di chiesa, ma anco in quelle di camera e teatro, come dalle sue commedie che si conservano nel Collegio Germanico [...] Ebbe stile assai naturale e grave nelle sue composizioni e molto applaudito e gradito agli orecchi di quel tempo»
Il catalogo, sia pure non definitivo, delle opere di Carissimi comprende otto messe, circa 200 mottetti e due oratori in lingua italiana e una ventina di composizioni da oratorio, su testo latino, appartenenti al genere del mottetto dialogico o della historia, comunemente definiti come "oratori latini". A stampa vennero pubblicate le raccolte Missa a quinque et a novem con una scelta di mottetti con strumenti (Colonia, 1666) e Arion romanus. Liber primus sacrarum cantionum 1, 2, 3, 4, 5 vocibus vel instrumentis concinendarum (Costanza, 1670), contenente 28 mottetti concertati con e senza strumenti e altre composizioni sacre e profane inserite in raccolte collettive del tempo.
In campo profano compose 227 cantate per una, due e tre voci, in massima parte conservate manoscritte. Della musica per il teatro, di cui parla Pitoni, non restano tracce, a parte la notizia del citato dramma sacro Il sacrificio d'Isacco.
La musica sacra e profana di Carissimi ebbe notevole influenza sui musicisti del suo tempo anche fuori dell'Italia. I suoi numerosi allievi che lavorarono all'estero favorirono infatti la precoce diffusione della sua musica da chiesa, da oratorio e da camera, oggi in gran parte conservata in vari paesi, tra i quali Francia, Inghilterra e Svezia, talvolta all'interno di collezioni musicali raccolte da musicisti e musicofili tra la fine del Seicento e i primi decenni del Settecento. Particolare influenza ebbe la sua musica da chiesa e da oratorio sui musicisti francesi, e in particolare sul compositore Marc-Antoine Charpentier, che soggiornò a Roma negli anni 1667-1669.

## Notizia storica sulle opere
Pitoni disse che, ai suoi tempi, si conservava presso il Collegio Germanico-Ungarico, oltre al ritratto di Carissimi, la raccolta di tutte le sue composizioni, rimaste dopo la sua morte di proprietà di questa istituzione. Dopo la soppressione dei Gesuiti sembra che la collezione delle sue musiche sia stata venduta a peso di carta. Il canonico Massagnoli, che l'abate Alfieri conobbe nella sua giovinezza, diceva che, per una felice coincidenza, aveva acquistato, per un prezzo ridicolo, mille libbre di musica della chiesa di Sant'Apollinare, ma le opere di Carissimi non si trovavano tra quelle, essendo conservate nel collegio. La conoscenza delle musiche di Carissimi si deve in gran parte, dunque, alle copie disseminate da allievi e musicofili in vari paesi europei e a poche raccolte stampate al suo tempo.

### Oratori latini
- Audite Sancti
- Balthazar
- Cain
- Diluvium universale
- Ezechias
- Felicitas beatorum
- Historia Abraham et Isaac
- Historia divitis
- Historia Davidis et Jonathae
- Historia di Jephte
- Historia di Job
- Jonas
- Judicium extremum
- Judicium Salomonis
- Lamentatio damnatorum
- Lucifer
- Martyres
- Salve Jesu
- Sponsa Canticorum
- Tolle Sponsa
- Vir frugi et pater familias
- Vanitas vanitatum

### Oratori italiani
- Oratorio della santissima vergine
- Oratorio di Daniele profeta

### Messe
- Missa in Sol magg. a 8 voci senza basso continuo (Kyrie, Gloria, Credo)
- Missa in Do magg. a 4 voci
- Missa Sciolto havean de l'alte sponde a 5 voci e strumenti
- Missa L'homme armé a 12 voci
- Missa Ut queant laxis
- Missa a quinque et novem in Do magg.

## Discografia
- Integrale degli oratori, direttore Flavio Colusso, Ensemble Seicentonovecento, 9CD Musicaimmagine Records
- Oratori sacri: Vanitas vanitatum, Historia di Job, Judicium Salomonis, Ensemble San Felice direttore Federico Bardazzi, Bongiovanni 2008
- Oratori Sacri: Iudicium extremum, Iefte, Ensemble San Felice, Pueri Cantores della Cattedrale di Sarzana, direttore Federico Bardazzi, Bongiovanni 2019